# Galgenberg (Brussel)
De Galgenberg (Frans: Mont aux potences) is een wijk en heuvel in de Belgische hoofdstad Brussel.

## Geschiedenis
De Galgenberg was een heuvel waar veroordeelde misdadigers werden opgehangen. Hij lag buiten de eerste stadsmuren, nabij de plek waar later de Wollendriestoren kwam. Vanaf 1233 werd de Flotsenberg in gebruik genomen als galgenveld.
Begin 16e eeuw groeide Andreas Vesalius op in de omgeving in de ouderlijke woning in het 'Hellestraetken'. Als kind zag hij regelmatig de gehangen misdadigers na de executie. Bij zijn terugkeer in Brussel vestigde hij zich in 1544 terug in een herenwoning in dezelfde buurt. De straat bevond zich in de onmiddellijke omgeving van de huidige Miniemenstraat. Sommige bronnen suggereren dat Vesalius zich voor de bevoorrading met lijken voor zijn anatomische experimenten naar de Galgenberg begaf. In werkelijkheid deed hij geen dissecties in Brussel. Zelf beschreef Vesalius in hoofdstuk 39 van de Fabrica hoe hij met Gerardus Mercator en Gemma Frisius een uitgedroogde gevangene ging halen op de Galgenberg en de stad binnensmokkelde. Deze episode situeerde zich echter op de Leuvense Galgenberg in Gasthuisberg.
Een viertal straten rond de vroegere Galgenberg gingen in de 19e eeuw tegen de vlakte bij de bouw van het Justitiepaleis van Brussel.